# Kabel-TV
Kabel-TV är television som mottages på en punkt, en huvudcentral och därefter vidaresänder signalerna till en mängd hushåll. Varje kabelnät består, som namnet antyder, av kablar, som installeras i marken och i fastigheter. TV-signalerna distribueras från sändaren till mottagaren genom kabeln.

## Nätets struktur
Ett kabel-TV-nät består oftast dels av ett stamnät, dels av ett nät från centralen till hushållen. Stamnätet är kablar som är nedgrävda i marken och som går till centraler i närheten av de aktuella fastigheterna. Från centralerna går det sedan kabel till dessa.
Kabelnät i fastigheter kan vara konstruerade på två sätt: som stjärnnät eller kaskadnät. I ett stjärnnät går det en separat kabel till varje lägenhet. I ett kaskadnät går en kabel runt i fastigheten med en liten avstickare in till respektive lägenhet.
Samma kablar kan användas till såväl analog som digital-TV-distribution och också för till exempel internetanslutning. Centralen, varifrån kabelnäten utgår, behöver dock vara byggd för digital distribution. Om interaktivitet (till exempel för pay-per-view eller internetanslutning) ska vara möjlig via kabelnäten krävs förstärkare för signaler i koaxialkablarna inte bara från operatör till abonnent, utan också från abonnent till operatör.

## Kabel-TV i världen

### Finland
I Finland finns det en mängd kabel-TV-nät, kanske allra flest i Svenska Österbotten och på Åland (se artikeln om Rikssvensk TV i Finland). Dessa förhållandevis små nät drivs oftast i form av ett centralantennandelslag. Några exempel på sådana kabel-TV-nät:
- Mariehamns Centralantennandelslag
- Nykarleby Centralantennandelslag
- Närpes Centralantennandelslag
- Solf Centralantennandelslag

Bland de kabel-TV-nät som drivs i andra bolagsformer (exempelvis aktiebolag) finns följande:
- Anvia, telekommunikationskoncern Vasa Läns Telefon och JNT (Jakobstadsnejdens Telefon Ab) i Österbotten.
- Welho i huvudstadsregionen, tidigare del av mediakoncernen Sanoma (med bland annat Helsingin Sanomat och Fyran) numera ägs Welho av DNA Oy.
- Turun Kaapelitelevisio i Åbo, tidigare ägd av mediakoncernen TS-Yhtymä (med bland annat Turun Sanomat), Åbo stad och Åbo Underrättelser, sedan 2011 ägd av Sonera. Vid köpet hade bolaget cirka 80 000 kunder.[1]

### Sverige
De första kabel-TV-sändningarna startades av Informations-TV AB i kvarteret Kronprinsen i Malmö 1961. De sände egenproducerade program och från 1981 vidaresändning av satellitsändningar, med början med den sovjetiska kanalen Horizont. Flera diskussion huruvida detta var lagligt eller inte uppstod.
Under 1970- och 80-talen startades några andra nät på olika orter i landet, ibland som tillfällig försöksverksamhet. Televerket sände i egna nät från år 1983 under namnet Televerket kabel-TV. Den 1 januari 1986 trädde Lag om lokala kabelsändningar (SFS 1985:677) i kraft, vilket möjliggjorde permanenta sändningar. Vid den tiden fanns omkring 40 nät med 100 000 bostäder anslutna. Televerkets kabel-TV, numera Tele2 (före april 2021 Com Hem respektive Tele2 TV), har hela tiden varit den dominerande distributören med ca 75 % av kabel-TV marknaden. Bland övriga distributörer kan nämnas Allente (före april 2021 Viasat respektive Canal Digital) och Sappa.

### USA
Kabel-TV blev tillgängligt i USA 1948, och prenumeration blev möjlig från 1949, men det var först under 1970-talets mitt som tittandet på kabel-TV slog igenom på allvar. Under 2010-talet har det blivit allt vanligare med så kallad cord-cutting, och många började säga upp sina kabel-TV-abonnemang till förmån för strömningstjänster över Internet.